# Кодорский хребет
Кодо́рский хребе́т, Панавский хребет — горный хребет на западе Большого Кавказа, в восточной [пограничной] части Абхазии.

## География
Наиболее протяжённый и разветвлённый хребет Абхазии. Представляет собой юго-западный отрог Главного Кавказского (или Водораздельного) хребта, от которого отходит перевала Далар (Долар) и восточнее вершины Гвандра. Протянулся почти на 75 км с северо-востока на юго-запад. С северо-запада отграничен долиной реки Сакен (начало Кодор), с юго-востока — долинами Ингури и её притока Ненскры.
Сложен преимущественно вулканогенными породами, глинистыми сланцами и песчаниками.
На склонах южных отрогов расположен город Ткуарчал, полностью окольцованный горами.